# Acant d'Esparta
Acant (grec antic: Ἄκανθος) va ser un esportista lacedemoni que va ser el primer a córrer despullat a la 15a Olimpíada, els jocs olímpics de l'any 720 aC, cosa que d'altres fonts atribueixen a Orsip de Mègara. Tucídides diu que els lacedemonis van ser els primers que van competir nus en gimnàstica, però no en dona cap nom.